# Махно, Василий Иванович
Василий Иванович Махно (укр.  Василь Іванович Махно, 8 октября 1964, Чортков) — украинский поэт и переводчик, эссеист.

## Биография
Закончил Тернопольский педагогический институт (ныне – университет). Защитил диссертацию по творчеству Богдана-Игоря Антоныча (1995, книжное издание – 1999). Преподавал литературу в alma mater, в Ягеллонском университете. С 2000 живет в Нью-Йорке.

## Творчество
Автор книг стихов, эссе. Переводит поэзию с английского и польского языков. В его переводах издавались стихи Ч.Милоша, З.Херберта, Я.Шубера и др.

## Книги
- «Схима» (1993)
- «Самотність цезаря» (1994)
- «Книга пагорбів та годин» (1996)
- «Лютневі елегії та інші вірші» (1998)
- «Художній світ Богдана Ігоря Антонича» (1999)
- «Плавник риби» (2002)
- «38 віршів про Нью-Йорк» (2004)
- «Парку культури і відпочинку імені Гертруди Стайн», книга эссе  (2006)
- «Cornelia Street Cafe» (2007)
- «Зимові листи» (2011)
- «Котилася торба», книга эссе (2011)

## Публикации на русском языке
- Стихи и эссе в Журнальном зале
- Стихи в Журнальном зале
- В журнале TextOnly
- Стихотворения